# Herrmann Becker
Herrmann Becker (* 10. September 1887 in Trebus; † 21. April 1970) war Offizier der deutschen Fliegertruppe im Ersten Weltkrieg.

## Leben
Herrmann wurde als Sohn des Güterdirektors S. Becker geboren. Er besuchte die städtische Oberrealschule Görlitz und studierte Maschinenbau an der Technischen Hochschule. In Schweidnitz, Schlesien arbeitete er als Ingenieur.
Als Kriegsfreiwilliger meldete sich Becker zur Fliegertruppe und wurde Anfang 1915 zur Flieger-Ersatz-Abteilung 2 (FEA 2) in Adlershof eingeteilt. Als Werkmeister rückte er 1915 mit der Feldfliegerabteilung 57 (FFA 57) nach Galizien und nahm an den Kämpfen am Dunajek bei Gorlice-Tarnow teil. In Graudenz legte er im Sommer 1915 seine Piloten-, Feldpiloten- und Flugmeisterprüfung ab und blieb dort bis Ende 1915 als technischer Lehrer an der dortigen Fliegerbeobachterschule (FBS).
Anfang 1916 kam er als Flugzeugführer zum Kampfgeschwader 5 der Obersten Heeresleitung (Kagohl 5) an die Westfront. Er war an der Verdun-Offensive und an der Somme-Schlacht beteiligt. Neben den täglichen Sperrflügen führte er wiederholt Tag- und Nachtbombenflüge in das gegnerische Hintergelände aus. Seine Beförderung zum Leutnant der Reserve der Fliegertruppen erfolgte im November 1916.
Nach Auflösung des Kagohl 5 wurde Becker als Flugzeugführer zur Schutzstaffel 11 im Somme-Abschnitt versetzt. Mai 1917 Versetzung in die preußische Jagdstaffel 12, die von Oberleutnant Adolf Ritter von Tutschek geführt wurde. Er nahm an der Frühjahrsschlacht bei Arras, den Stellungskämpfen im Artois, der Herbstschlacht in Flandern und der Tankschlacht bei Cambrai teil.
Nachdem er bereits beide Klassen des Eisernen Kreuzes erhalten hatte, erhielt Becker im Mai 1918 das Ritterkreuz des Königlichen Hausordens von Hohenzollern mit Schwertern und wurde im Juni 1918 zum Führer der Jagdstaffel 12 ernannt, die er bis zum Waffenstillstand führte.
Den Krieg beendete er mit 23 (manche Quellen sprechen von 24) bestätigten Abschüssen. Am 5. November 1918 wurde er zum Pour le Mérite eingereicht, erhielt den Orden aber infolge der Revolution nicht mehr.
Über seinen weiteren Lebenslauf ist nichts bekannt.